# We're Unbreakable
We're Unbreakable är en låt som framfördes av Sahlene i den svenska Melodifestivalen 2003. Bidraget som skrevs av Anna-Lena Högdahl, Robert Olausson och Bobby Ljunggren slutade på 5:e plats i deltävlingen i Sundsvall
Melodin testades på Svensktoppen den 6 april 2003 , men misslyckades med att ta sig in på listan .